# Un día cualquiera en Vulcano S.E.P. 3.0
Un día cualquiera en Vulcano S.E.P. 3.0 es el tercer extended play del grupo español Fangoria, publicado el 15 de mayo de 1995 por las compañías Running Circle y Metal Sonic Disco.  Fue concebido como la tercera y última entrega de una trilogía. Al igual que su predecesor, incluye seis canciones inéditas y tres remezclas. Un día cualquiera en Vulcano S.E.P. 3.0 no estuvo disponible en algunas tiendas hasta el verano de 1995. Debido a la reiterada negativa de Warner Music a publicarlo, Fangoria decidió distribuirlo a través de un sello independiente. La cita elegida para este disco es: «Algún día mi leño tendrá algunas cosas que decir al respecto» frase de Magaret Lanterman al agente especial Dale Cooper en el primer episodio de la serie de televisión Twin Peaks.
Para la promoción del disco se publicaron dos sencillos, «Dios odia a los cobardes» y «A la felicidad por la electrónica», los cuales no tuvieron una gran repercusión. 

## Antecedentes
En 1995, el estudio Vulcano fue trasladado a Londres con el objetivo de facilitar a grupos españoles la posibilidad de trabajar con productores internacionales. Sin embargo, esta iniciativa no llegó a concretarse y quedó únicamente en una intención.

## Lista de canciones
Todas las canciones fueron producidas por Fangoria y Big Toxic.
| Un día cualquiera en Vulcano S.E.P. 3.0 |                                     |                                                     |          |  |
| N.º                                     | Título                              | Escritor(es)                                        | Duración |  |
| 1.                                      | «Dios odia a los cobardes»          | Bazoka Nut, Ignacio Canut, Olvido Gara, Pablo Sycet | 5:12     |  |
| 2.                                      | «A la felicidad por la electrónica» | Toxic, Canut, Gara                                  | 4:56     |  |
| 3.                                      | «Hay que sufrir»                    | Nut, Canut, Gara, Sycet                             | 4:40     |  |
| 4.                                      | «Carta blanca para los rudos»       | Toxic, Canut, Gara                                  | 4:21     |  |
| 5.                                      | «Sentimental»                       | Iñaki Gametxogoikoetxea, Javier Aramburu            | 3:05     |  |
| 6.                                      | «Autopsia a un fantasma»            | Toxic, Canut, Gara                                  | 3:31     |  |
| 7.                                      | «Dios remezcla a los cobardes»      |                                                     | 6:11     |  |
| 8.                                      | «Hay que sufrir en silencio»        |                                                     | 9:22     |  |
| 9.                                      | «Carta blanca para los ruidos»      |                                                     | 4:22     |  |

Notas adicionales
- «Sentimental» es una canción original de Family.
- «Dios remezcla a los cobardes» es una remezcla de «Dios odia a los cobardes».
- «Hay que sufrir en silencio» es una remezcla de «Hay que sufrir».
- «Carta blanca para los ruidos» es una remezcla de «Carta blanca para los rudos».

## Créditos y personal
- Grabado en Estudios Vulcano (Londres) y Estudios Gallery (Chertsey).
- Masterización en DADC Austria (Anif).
- Running Circle. © 1995.

### Músicos
- Alaska: artista principal, voz
- Charles Rees: guitarra
- Bazoka Nut: guitarra

### Composición y producción
- Alaska: composición, producción, arreglo, mezcla
- Nacho Canut: composición, producción, arreglo, mezcla
- Big Toxic: composición, producción, arreglo, mezcla
- Pablo Sycet: composición
- Iñaki Gametxogoikoetxea: composición
- Javier Aramburu: composición

### Diseño
- Rafamateo: diseño artístico, diseño
- Terrordesign Prod. Inc.: diseño artístico, diseño